# Мирное (Киевская область)
Мирное (укр. Мирне) — село, входит в Бориспольский район Киевской области Украины.
Население по переписи 2001 года составляло 1678 человек. Почтовый индекс — 08361. Телефонный код — 4595. Занимает площадь 3,383 км². Код КОАТУУ — 3220885701.

## Местный совет
08361, Киевская обл, Бориспольский р-н, с. Мирное, ул. Центральная, 5